# 16714 Arndt
16714 Arndt (1995 SM54) là một tiểu hành tinh vành đai chính được phát hiện ngày 21 tháng 9 năm 1995 bởi F. Borngen ở Tautenburg.